# Protocollo ribelle
Protocollo ribelle (Rogue Protocol) è un romanzo breve di fantascienza della scrittrice statunitense Martha Wells del 2018.

## Storia editoriale
È il terzo libro della saga Murderbot Diaries che ha come protagonista la cyborg Murderbot.
Nel 2019 l'opera si è classificata al terzo posto al Premio Locus per il miglior romanzo breve.
Il romanzo, in Italia, è stato pubblicato nel 2020 nel libro Murderbot: I diari della macchina assassina, che ha raccolto tutte le opere della serie Murderbot Diaries sino ad allora uscite: Allarme rosso (All Systems Red, 2017), Condizione artificiale (Artificial Condition, 2018), Protocollo ribelle (Rogue Protocol, 2018) e Strategia di uscita (Exit Strategy, 2018).

## Edizioni
- (EN) Martha Wells, Rogue Protocol, 1ª ed., Tor.com, agosto 2018, ISBN 978-1-250-19178-6.
- (FR) Martha Wells, Cheval de Troie, traduzione di Mathilde Montier, Nantes, L'Atalante, agosto 2019, ISBN 979-10-360-0011-9.
- (LV) Martha Wells, Patvaļīgs protokols, in Slepkabota dienasgrāmatas 2. grāmata, traduzione di Leva Melgalve, Riga, Prometejs, ottobre 2019, ISBN 978-993-455330-1.
- (TR) Martha Wells, Kaçak Protokol, traduzione di Cihan Karamancı, Istanbul, İthaki Yayınları, ottobre 2019, ISBN 978-605-77622-0-7.
- (CS) Martha Wells, Chybný protokol, traduzione di František Jahnátek, Fobos, febbraio 2020, ISBN 978-80-7585-650-0.
- Martha Wells, Protocollo ribelle, in Murderbot: I diari della macchina assassina, traduzione di Stefano A. Cresti, Oscar fantastica, Milano, Mondadori, settembre 2020, ISBN 9788804727767.
- Martha Wells, Protocollo ribelle, in Murderbot: I diari della macchina assassina, traduzione di Stefano A. Cresti, Urania Jumbo, n. 52, Milano, Mondadori, febbraio 2024, ISBN 9788835731542.